# 訃報 1993年12月
訃報 1993年12月（ふほう 1993ねん12がつ）では、1993年（平成5年）12月中に物故した、又は物故が報じられた人物についてまとめる。

## （1日 - 15日）

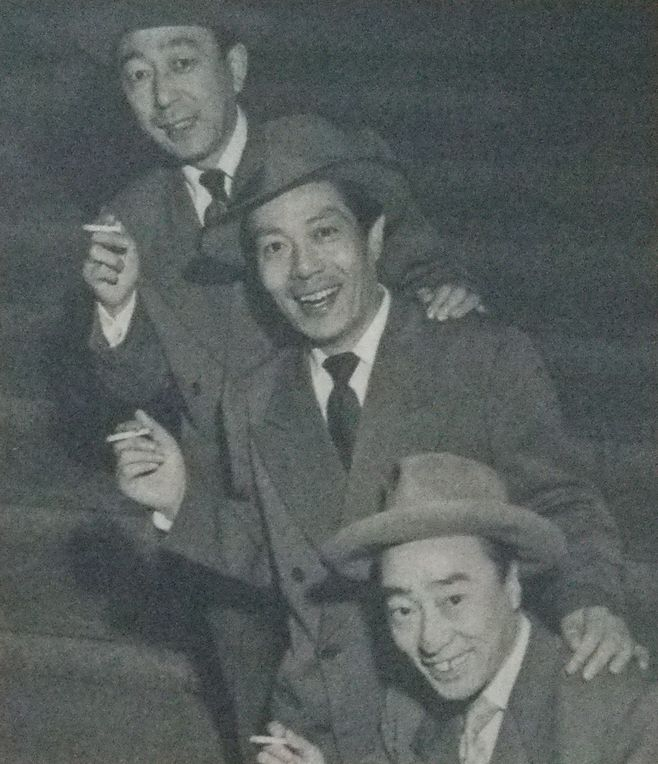
益田喜頓（上） / 12月1日没

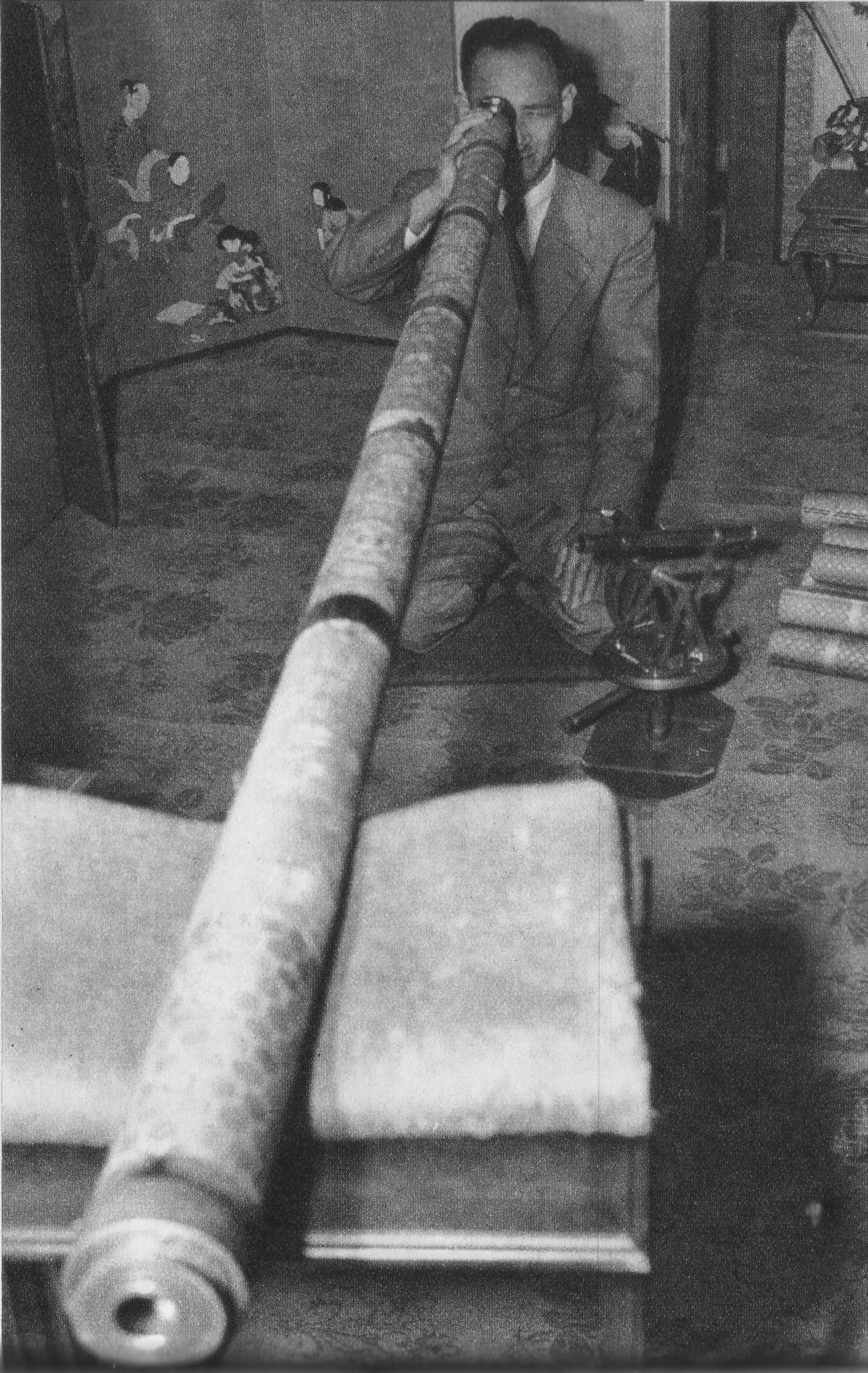
井伊直愛 / 12月2日没

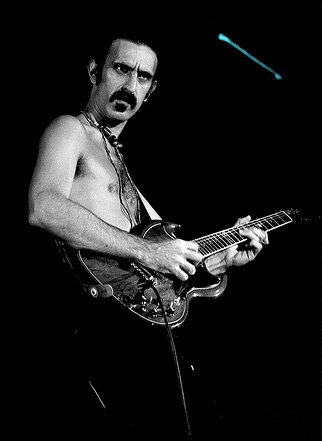
フランク・ザッパ / 12月4日没

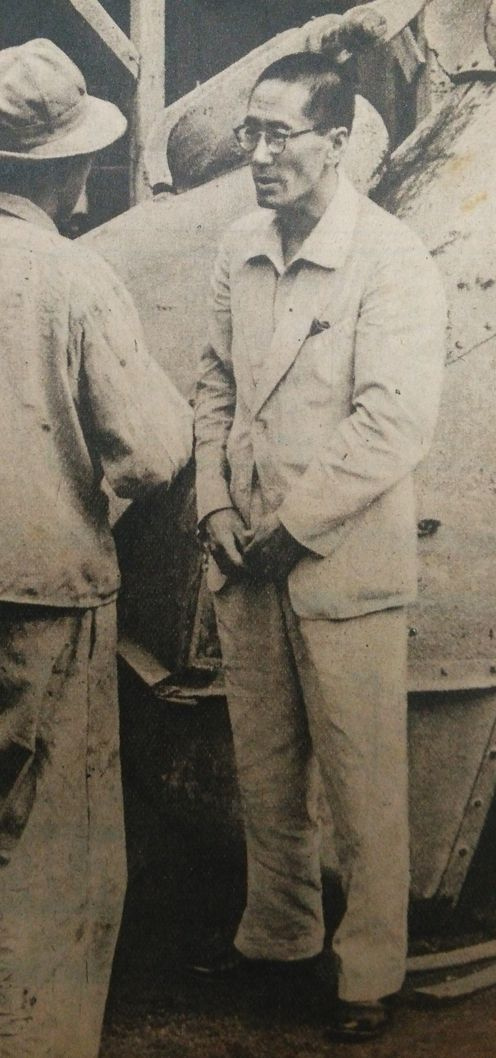
田中清玄 / 12月10日没

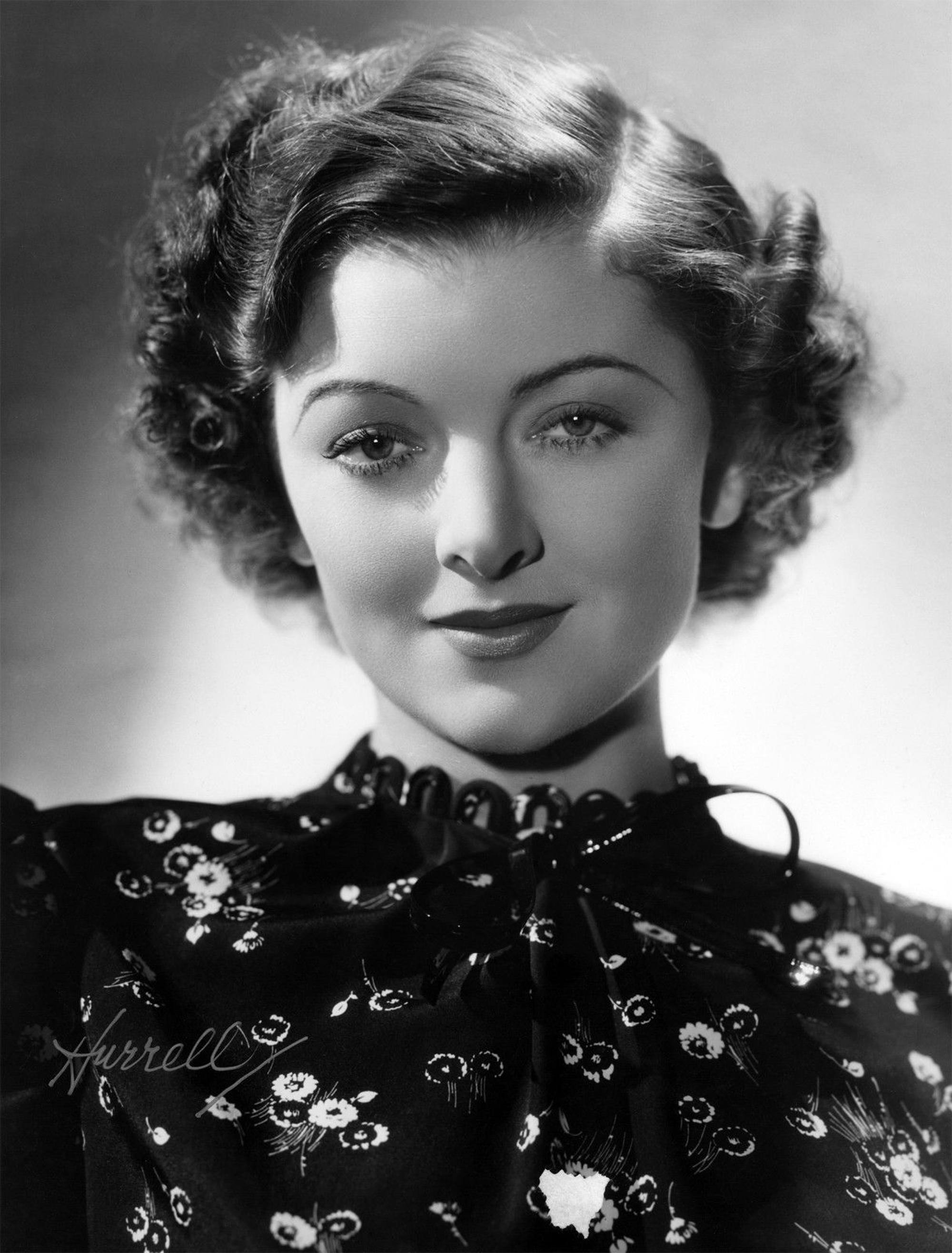
マーナ・ロイ / 12月14日没

- 12月1日 - 益田喜頓、俳優（* 1909年）
- 12月2日 - 井伊直愛、元彦根市長（* 1910年）
- 12月3日 - 磯田一郎、元住友銀行会長（* 1913年）
- 12月4日 - フランク・ザッパ、音楽家（* 1940年）
- 12月5日 - 木内信胤、経済評論家（* 1899年）
- 12月7日 - 森永勝也、元プロ野球選手（* 1934年）
- 12月10日 - 田中清玄、政治運動家（* 1906年）
- 12月11日 - 五来重、民俗学者（* 1908年）
- 12月14日 - マーナ・ロイ、女優（* 1905年）

## （16日 - 31日）

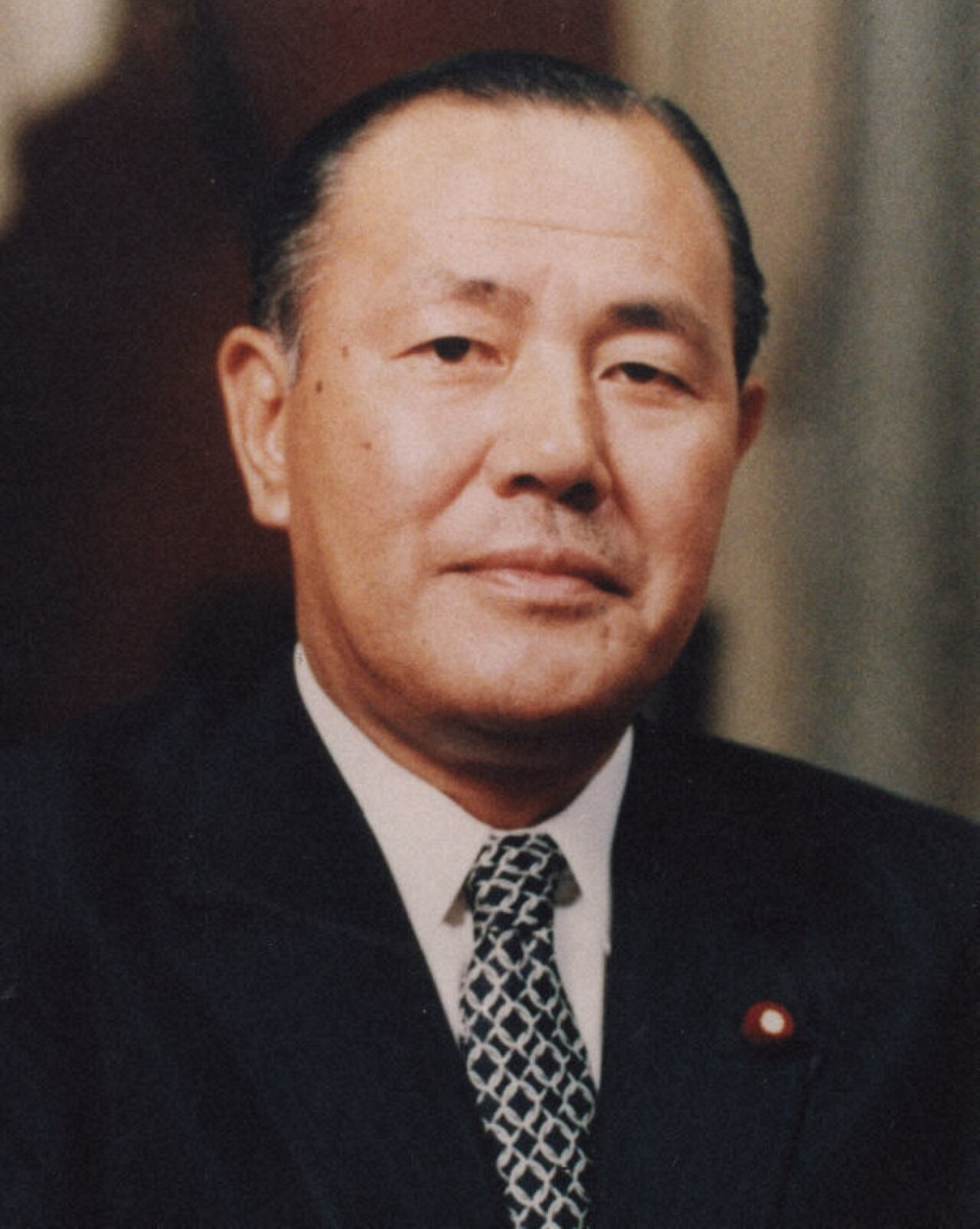
田中角栄 / 12月16日没

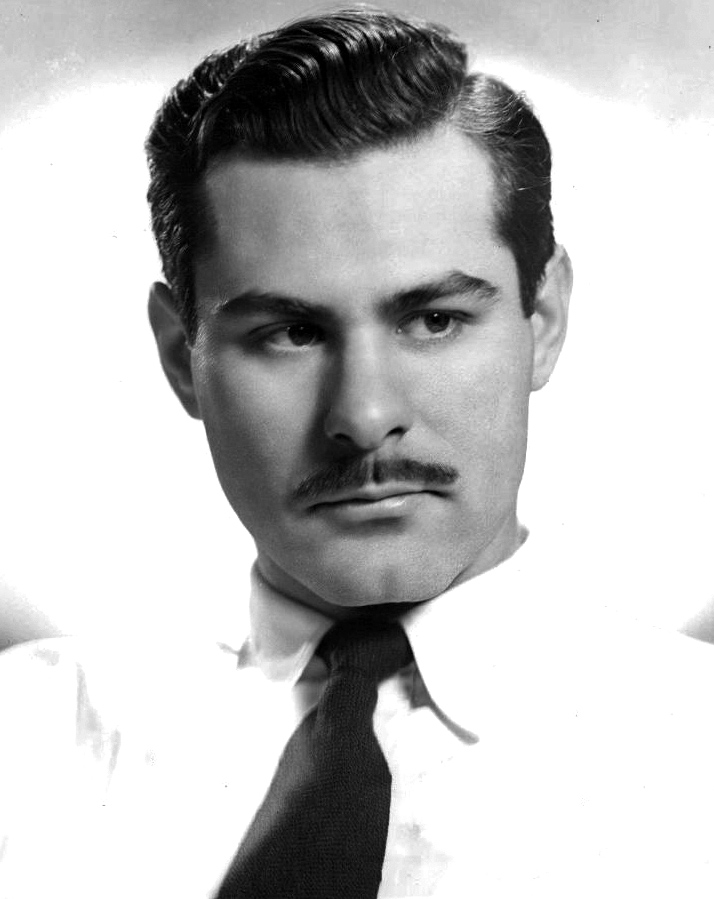
サム・ワナメイカー / 12月18日没

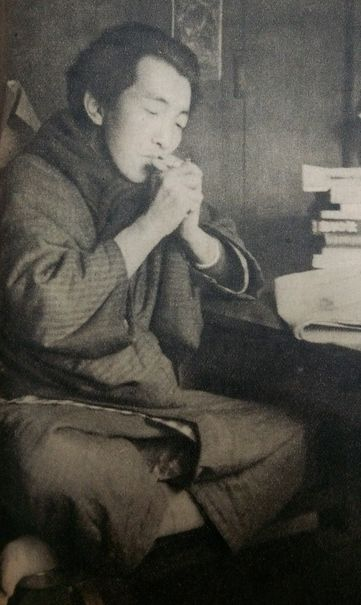
植草圭之助 / 12月19日没

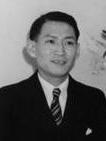
鳩山威一郎 / 12月19日没

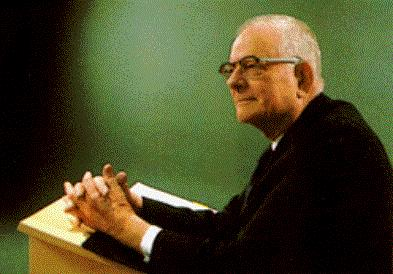
W・エドワーズ・デミング / 12月20日没

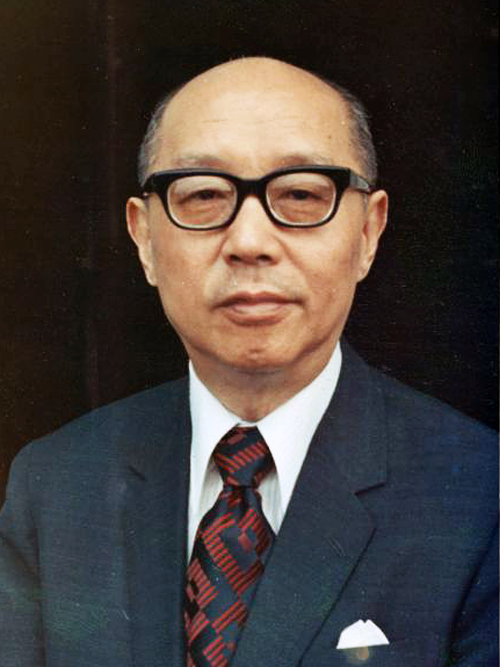
厳家淦 / 12月24日没

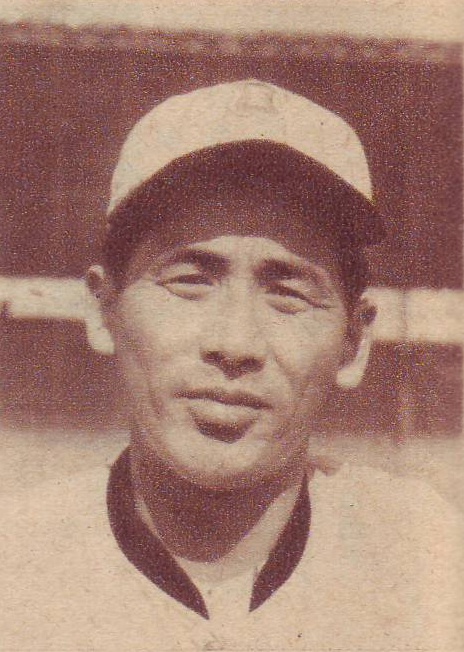
藤村隆男 / 12月25日没

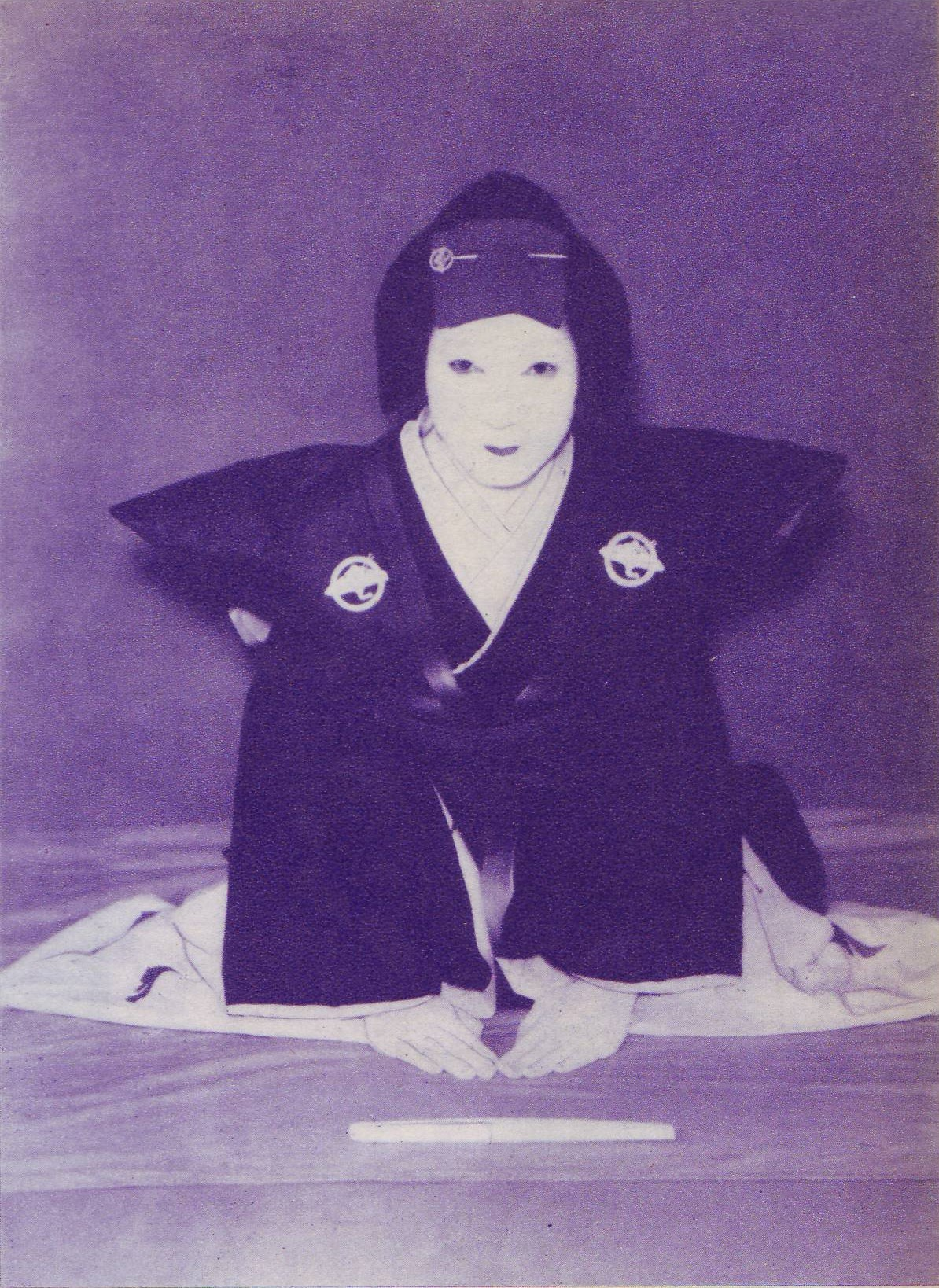
十三代目片岡我童 / 12月31日没

- 12月16日 - 田中角栄、政治家・元内閣総理大臣（* 1918年）
- 12月18日 - サム・ワナメイカー、映画監督・俳優（* 1919年）
- 12月19日 - 植草圭之助、脚本家・小説家（* 1910年）
- 12月19日 - 鳩山威一郎、元外務大臣（* 1918年）
- 12月20日 - W・エドワーズ・デミング、統計学者（* 1900年）
- 12月23日 - 小川省吾、日本社会党衆議院議員（* 1922年）
- 12月24日 - 厳家淦、中華民国第5代総統（* 1905年）
- 12月25日 - ピエール・オージェ、物理学者（* 1899年）
- 12月25日 - 矢野健太郎、数学者（* 1912年）
- 12月25日 - 藤村隆男、元プロ野球選手（* 1920年）
- 12月25日 - 逸見政孝、元フジテレビアナウンサー・司会者（* 1945年）
- 12月31日 - 十三代目片岡我童、歌舞伎役者（* 1910年）
- 12月31日 - 織田隆弘、高野山真言宗大僧正 （* 1913年）